# Kościół Podwyższenia Krzyża Świętego w Olecku
Kościół Podwyższenia Krzyża Świętego w Olecku – najstarszy kościół w Olecku. Należy do dekanatu Olecko - św. Jana Apostoła diecezji ełckiej. Mieści się przy ulicy Zamkowej. 

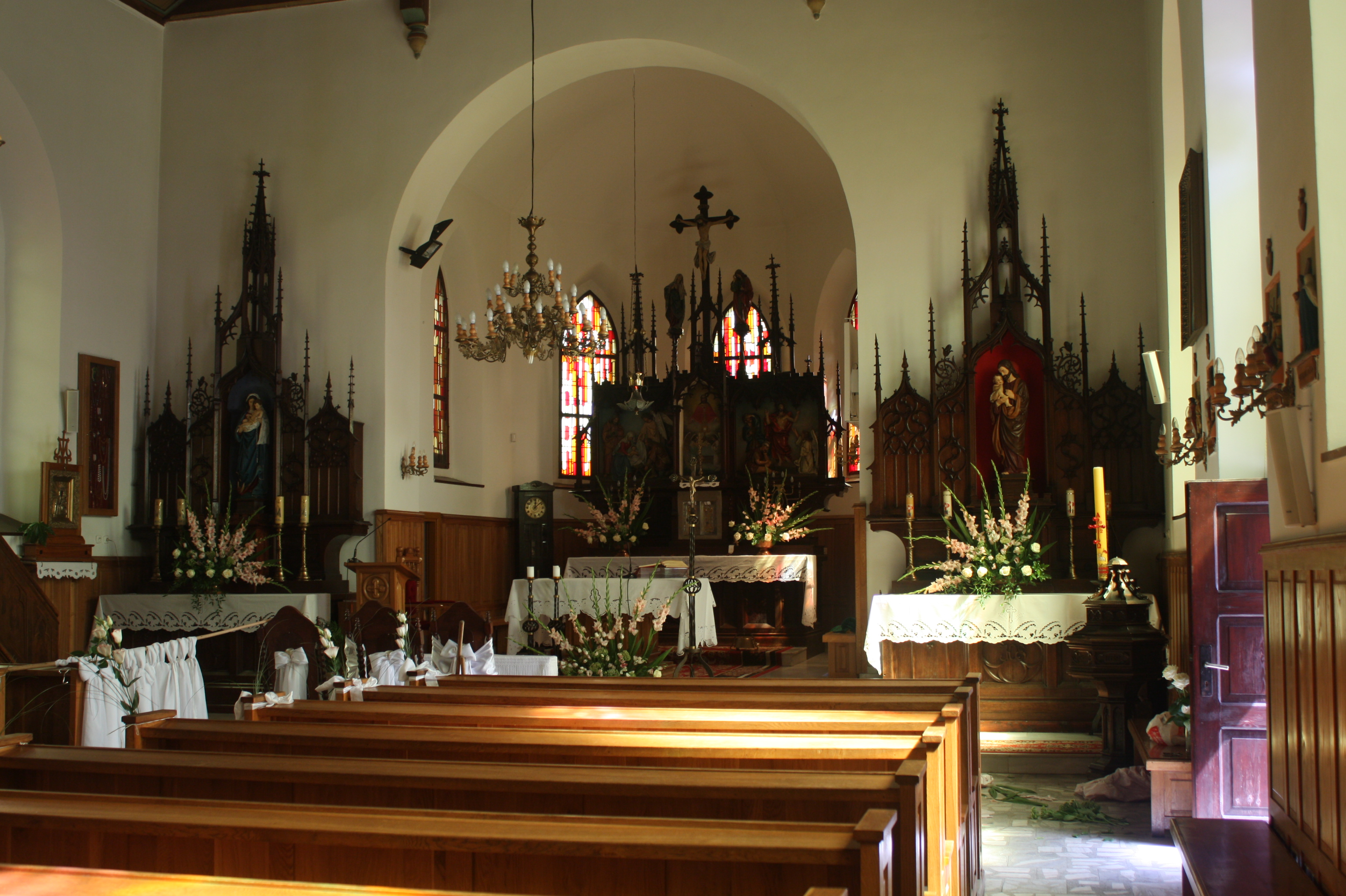
Wnętrze kościoła

Wybudowany w stylu neogotyckim w latach 1859–1861 (świątynia poświęcona w dniu 1 grudnia 1861 roku). Kościół konsekrował biskup Antoni Frenzel w dniu 27 sierpnia 1862 roku. W dniu 31 marca 1871 roku świątynia stała się kościołem parafialnym. W latach 1987–1989 kościół rektorski, od 1989 ponownie parafialny. Wieża pochodzi z 1920 roku, murowana kaplica pochodzi z II połowy XIX wieku. W prezbiterium znajduje się drewniany ołtarz z II połowy XIX wieku, dwa identyczne drewniane ołtarze boczne pochodzą z tego samego okresu, podobnie jak drewniana ambona oraz drewniana chrzcielnica.